# Verein für Orts- und Heimatkunde in der Grafschaft Mark
Der Verein für Orts- und Heimatkunde in der Grafschaft Mark (VOHM) ist ein Geschichtsverein mit Sitz in Witten. Er wurde 1886 gegründet. Zu seiner damaligen Ausrichtung zählten die Natur- und Wirtschaftskunde, Geschichte und Kunst der Region, heute vor allem die Lokalgeschichte Wittens und die Geschichte des märkischen Raums.
Sein Sitz ist das Märkische Museum, das er bis 1944 besaß. Zu seinen Publikationen zählen das Märkisches Jahrbuch für Geschichte (vormals Jahrbuch des Vereins für Orts- und Heimatkunde in der Grafschaft Mark) seit 1887. Seine Bibliothek umfasst 40.000 Bände. Vorsitzender ist Hiram Kümper. Den Ehrenvorsitz führt Heinrich Schoppmeyer.

## Geschichte
Anlässlich einer Generalversammlung des Verein für Orts- und Heimatkunde im Süderlande (damals mit Sitz in Altena) im Oktober 1886 in Witten fand parallel eine Orts- und Heimatkundeausstellung statt. Die Ausstellungsstücke wurden zum großen Teil von Wittener Bürgern zur Verfügung gestellt. Da viele Leihgeber eine Weitergabe der Ausstellungsstücke nach Altena ablehnten, wurde noch Ende 1886 ein eigener Verein für Orts- und Heimatkunde mit dem Ziel, ein Museum in Witten zu errichten, gegründet.
1897 wurde ein Grundstück an der Husemannstraße (damals Blücherstraße) mit der Auflage erworben, dort innerhalb von zwölf Jahren ein Museum zu errichten. Nachdem die Finanzierungsfrage lange nicht geklärt werden konnte, wurde nach einer Großspende von Friedrich Lohmann, jun. 1909 bis 1911 das Märkische Museum als Betonbau errichtet.
Um die Jahreswende 1935/36 erwarb der VOHM unter Peter Emil Noelle ein Grundstück der in der Zeit des Nationalsozialismus zur Selbstauflösung gezwungenen Freimaurerloge Friedrich Leopold zur Markaner Treue am Humboldtplatz günstig und gab es später an die Stadt Witten weiter. Bis 1945 war dort die Stadtbücherei Witten untergebracht. 1944 übereignete der damalige „Vereinsführer“, Oberbürgermeister Karl-August Wietfeld, das dem VOHM gehörende Märkische Museum samt den Sammlungen der Stadt Witten.

## Weitere Geschichtsvereine in Witten
- Arbeitsgemeinschaft Muttenthalbahn, gegründet 1986
- Buchholzer Heimatverein, gegründet 1997[5]
- Bürger- und Heimatverein Heven, gegründet 1897[6]
- Burgfreunde Hardenstein, gegründet 1974[7]
- Förderverein Bergbauhistorischer Stätten Ruhrrevier, gegründet 1982
- Geschichtsverein Annen, gegründet 1987[8]
- Heimat- und Geschichtsverein Bommern, gegründet 1984
- Heimatfreunde Stockum/Düren
- Heimatverein Herbede
- Heimatverein Rüdinghausen
- Rosi-Wolfstein-Gesellschaft

## Veröffentlichungen über den VOHM
- Wilhelm Nettmann: Wie das alles angefangen hat. 1886–1976. 90 Jahre Verein für Orts- und Heimatkunde in der Grafschaft Mark zu Witten und Märkisches Museum der Stadt Witten. In: Jahrbuch des Vereins für Orts- und Heimatkunde in der Grafschaft Mark. Band 74, 1976.
- Heinrich Schoppmeyer: Die Grundsteinlegung zum Märkischen Museum vor einhundert Jahren am 18. Mai 1909. In: Märkisches Jahrbuch für Geschichte. Band 110, 2010.
- Verband Westdeutscher Eisenbeton-Unternehmungen (Hrsg.): Bauausführungen der Mitglieder. Düsseldorf 1909.

## Publikationen
- Märkisches Jahrbuch für Geschichte. ISSN 0937-1621 (Inhaltsverzeichnisse Band 1 bis 110; Digitalisate Band 1 bis 32 [abgerufen am 7. September 2018] bis zum Band 101 (2001) Jahrbuch des Vereins für Orts- und Heimatkunde in der Grafschaft Mark zu Witten).
- Heinrich Schoppmeyer: Witten. Geschichte von Dorf, Stadt und Vororten. VOHM, Witten 2012, ISBN 978-3-00-040266-1 (2 Bände).

### Beihefte zum Jahrbuch des VOHM
- Kurt Dörnemann: Ölkräbbelchen, Kino, Der Fremdenlegionär und anderes aus einer Kindheit an der Ruhr (= Beiheft zum Jahrbuch des VOHM. Nr. 1). Märkische Druckerei und Verlagsanstalt Aug. Pott, Witten 1991, ISBN 3-920611-18-7.
- Hugo Ernst Käufer: Kartoffelkrautfeuer. Kindheit in Witten-Annen oder Ein Stück Heimatkunde. Erzählgedicht (= Beiheft zum Jahrbuch des VOHM. Nr. 2). Märkische Druckerei und Verlagsanstalt Aug. Pott, Witten 1991, ISBN 3-920611-19-5.
- Margarete Wittke, Ralf-Peter Fuchs: Archiv des Vereins für Orts- und Heimatkunde in der Grafschaft Mark. Bestand B: Haus Hardenstein Findbuch (= Beiheft zum Jahrbuch des VOHM. Nr. 3). VOHM, Witten 1997, ISBN 3-920611-18-7 (ISBN identisch mit Nr. 1).
- Hugo Ernst Käufer: Das Haus der Kindheit. Prolog. Gedichtzyklus (= Beiheft zum Jahrbuch des VOHM. Nr. 4). VOHM, Witten 2000.
- Paul Brandenburg, Karl-Heinz Hildebrand: Wittener Ziegeleien und Steinbrüche. Eine fast vergessene Industrie (= Beiheft zum Märkischen Jahrbuch für Geschichte. Nr. 5). VOHM, Witten 2013.

### Beiträge zur Geschichte der Stadt Witten
- Paul Brandenburg, Karl-Heinz Hildebrand: Witten. Straßen, Wege, Plätze. Mit einem Beitrag zur Siedlungsgeschichte Wittens von Heinrich Schoppmeyer (= Beiträge zur Geschichte der Stadt Witten. Band 1). VOHM, Witten 1989, ISBN 3-920611-13-6 (Straßenverzeichnis im Internetarchiv (Memento vom 15. Mai 2006 im Internet Archive) [abgerufen am 27. Dezember 2012]).
- Heinrich Schoppmeyer, Wolfgang Zemter (Hrsg.): Über 775 Jahre Witten. Katalog zur Ausstellung des Vereins (= Beiträge zur Geschichte der Stadt Witten. Band 2). VOHM, Witten 1989, ISBN 3-88913-130-1.
- Fritz Helbert: Hygiene, Sport, Freizeit. Eine Dokumentation zur Geschichte der Wittener Bäder (= Beiträge zur Geschichte der Stadt Witten. Band 3). VOHM, Witten 2002, ISBN 3-00-009653-1.
- Paul Brandenburg, Karl-Heinz Hildebrand: Wittener Köpfe. Biographien aus einem Jahrtausend (= Beiträge zur Geschichte der Stadt Witten. Band 4). VOHM, Witten 2002, ISBN 3-00-010575-1.
- Paul Brandenburg, Karl-Heinz Hildebrand: Witten. Straßen, Wege, Plätze. Ergänzungen Februar 1989–Oktober 2008 (= Beiträge zur Geschichte der Stadt Witten. Band 5). VOHM, Witten 2008, ISBN 978-3-00-026475-7.
- Gerhard Koetter: Steinkohle unter Witten. Von den Stollen am Helenenberg bis zur Schachtanlage Hamburg & Franziska (= Beiträge zur Geschichte der Stadt Witten. Band 6). VOHM, Witten 2009, ISBN 978-3-00-029412-9.